# Palma (Mozambique)
Pour les articles homonymes, voir Palma (homonymie).
Palma est une ville située sur la côte de l'océan Indien au Mozambique, au sud de la frontière avec la Tanzanie. La ville est connue pour la vannerie, pour la fabrication de tapis et pour ses îles au large. D'importants gisements de gaz naturel liquéfié sont trouvés au large de la ville, lui faisant prendre de l'importance dans l'industrie du gaz naturel au Mozambique. 

## Histoire
Palma a été fondée en 1889 et a été nommée ainsi en l'honneur de José Raimundo de Palma Velho, ancien commandant des forces portugaises locales. 
Située dans une des régions les plus pauvres du Mozambique, la ville était à l'origine un simple village de pêcheurs, mais la découverte en 2010 d'un gisement de près de 5 000 milliards de mètres cubes de gaz naturel aux large de ses côtes a permis une avancée du développement de Palma.
Du 24 mars 2021 au 5 avril 2021, la ville est le théâtre de la bataille de Palma, opposant djihadistes de l'État islamique à l'armée du Mozambique.

### Gisement de gaz naturel
Plusieurs ingénieurs ont trouvé, en 2010, un gisement de près de 5 000 milliards de mètres cubes de gaz naturel, ce qui aurait permis de placer le Mozambique à la 3e place des pays exportateurs de gaz naturel liquéfié (GNL). Les revenus pour le gouvernement mozambicain sont estimés à près de 3 milliards de dollars par an et d'environ 84 milliards de dollars sur 25 ans. La découverte de ce gisement a permis à la ville d'être raccordée au réseau électrique et de bénéficier de plusieurs routes goudronnées. Un hôtel quatre étoiles, plusieurs restaurants et une banque ont également ouvert à Palma. Le démarrage des extractions est prévu pour 2024.

### Attaque djihadiste
Lors de l'insurrection djihadiste au Mozambique, la ville de Palma est prise par l'État islamique, le 27 mars 2021, après trois jours de combats. L'attaque s'est soldée, selon le ministère mozambicain de la Défense, par des dizaines de morts civils. Des milliers de personnes ont quitté Palma, assiégée par les djihadistes, pour rejoindre Pemba, principale ville de la province de Cabo Delgado, et l'entreprise Total a évacué 11 000 de ses salariés qui travaillaient sur un important projet gazier qui représente près de 50 milliards d’euros d’investissements. Ce projet se trouve non loin, à seulement 10 kilomètres de la ville,. 
Le 4 avril 2021, le gouvernement affirme avoir repris le contrôle de la ville, ou tout du moins « être entrain ». Néanmoins, le jeudi 15 avril, de nouvelles attaques jihadiste sont commises à Palma, simultanément à des attaques commises à Mueda et à Pundanhar (dans le district de Palma) ne faisant, d'après le gouvernement, aucun mort.

## Situation politique

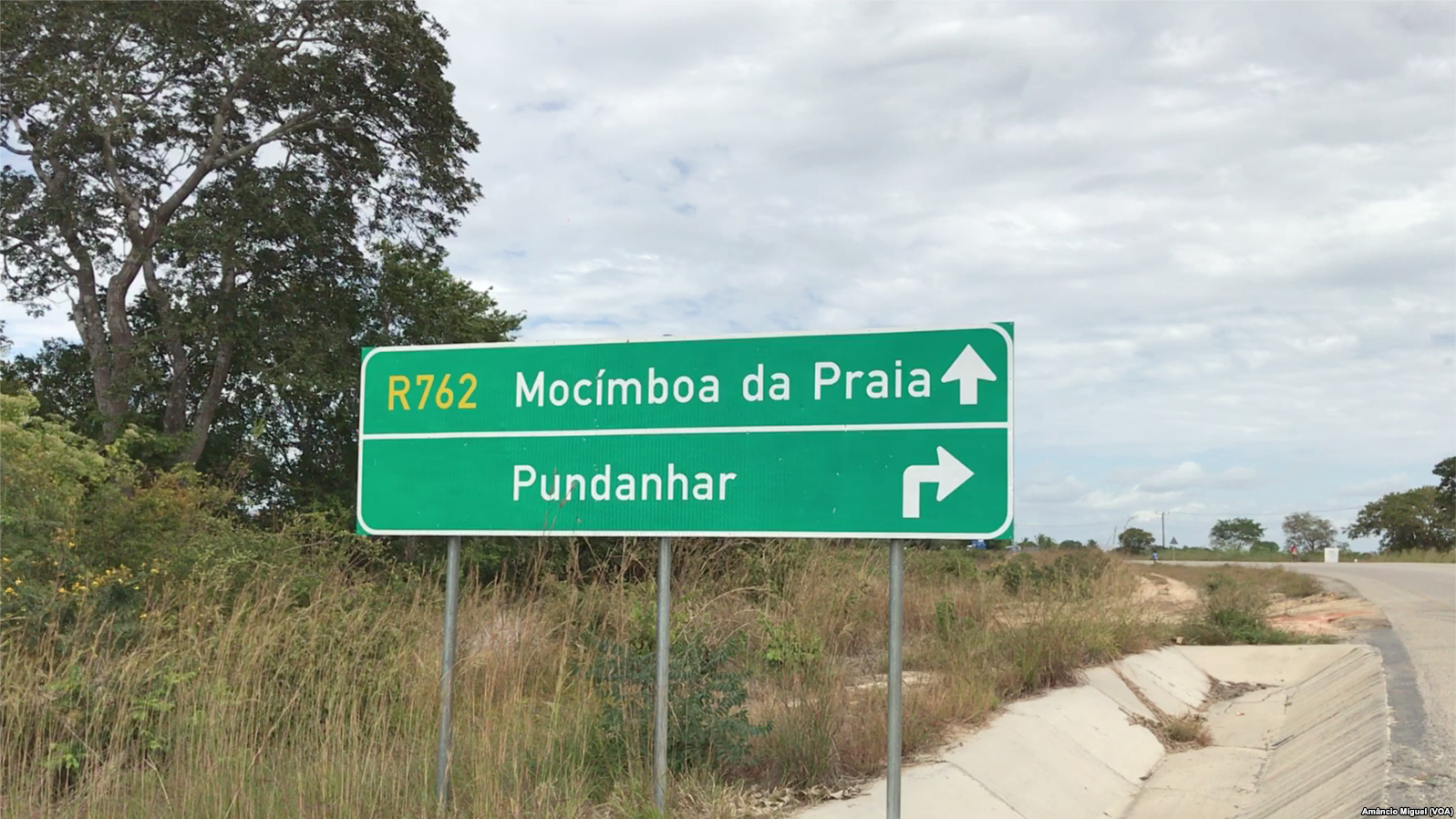
La R762, en direction de Mocímboa da Praia, à Palma.

La ville est située dans la province de Cabo Delgado, au nord du Mozambique, à la frontière avec la Tanzanie. La région est victime du terrorisme. Plusieurs organisations terroristes, liées à l'État islamique sévissent dans la région depuis 2017, attaquant les villages situés entre Palma et Pemba.  
En avril 2020 un journaliste résidant à Palma, Ibraimo Mbaruco, relatant l'actualité de Palma et des alentours est porté disparu. Certaines organisations non gouvernementales de défenses des droits de la presse et les collègues d'Ibraimo soupçonnent les soldats de l'avoir arrêté. 

## Population et démographie

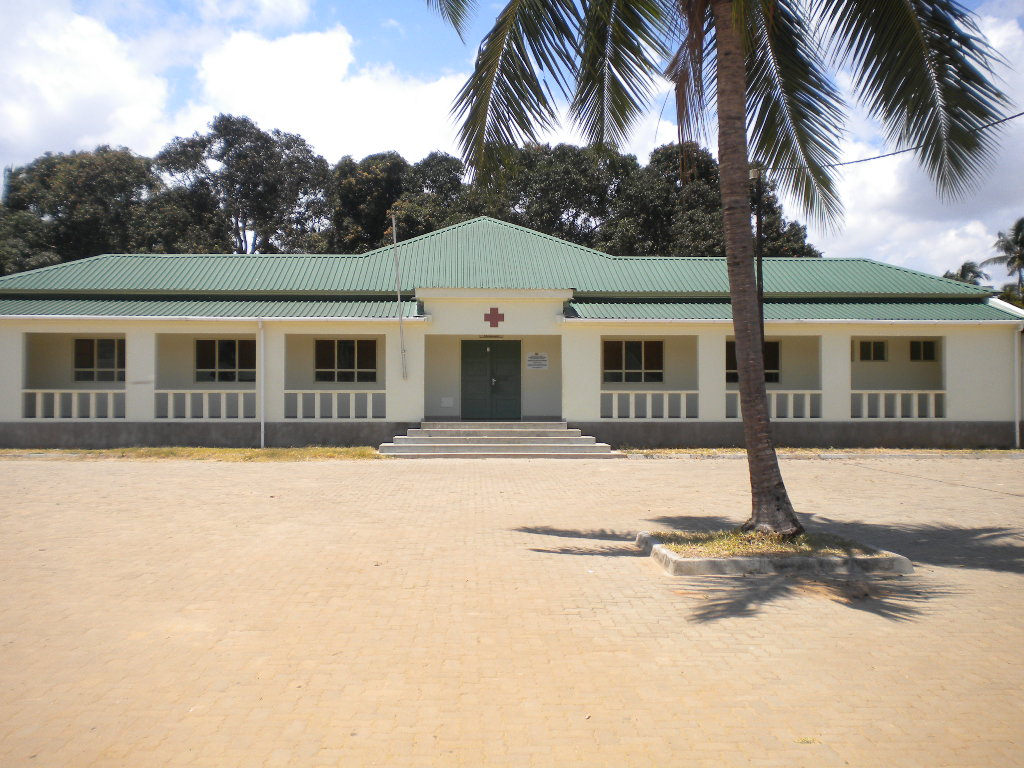
Centre de santé de Palma (2012).

Palma est située dans une région majoritairement musulmane et comptait 25 627 habitants en 1996. En 25 ans, la ville a vu sa population tripler, car en 2021, elle comptait environ 75 000 habitants.